# Hans Antonsson
Hans Antonsson (n. 8 noiembrie 1934, Trollhättan, Älvsborg County⁠(d), Suedia – d. 2 septembrie 2021, Gustavsberg, Comitatul Stockholm, Suedia) a fost un luptător ce a reprezentat Suedia, medaliat olimpic. A participat la o ediție a Jocurilor Olimpice (1960) în care a câștigat o medalie de bronz.

## Participări
Lista de mai jos prezintă principalele competiții la care a participat Hans Antonsson de-a lungul carierei.
- Lotta libera ai Giochi della XVII Olimpiade - Pesi medi[*]